# Delosperma gerstneri
Delosperma gerstneri är en isörtsväxtart som beskrevs av L. Bol.. Delosperma gerstneri ingår i släktet Delosperma, och familjen isörtsväxter. Inga underarter finns listade i Catalogue of Life.